# Lutécia
Lutécia es un municipio brasileño del estado de São Paulo. 

## Historia
Lutécia (portuguesa): Desde 1922, cuando fue colonizada, tuvo por lo menos dos nombres, antes de adoptar el actual. Primero fue Frutal, en razón de sus árboles fructíferos, y después Boa Esperança. El 11 de diciembre de 1929, por sugerencia del entonces diputado estatal Nelson Ottoni de Rezende, acabó llamándose Lutécia, el mismo nombre que ya bautizó París, la Ciudad Luz. Fue reconocido como municipio el 30 de noviembre de 1944.

## Geografía
Se localiza a una latitud 22º20'24" sur y a una longitud 50º23'32" oeste, estando a una altitud de 581 metros. Su población estimada en 2004 era de 3.029 habitantes.
Posee un área de 474,627 km². 

### Demografía
Datos del Censo - 2000
Población total: 2.897
- Urbana: 2.144
- Rural: 753
- Hombres: 1.473
- Mujeres: 1.424

Densidad demográfica (hab./km²): 6,10
Mortalidad infantil hasta 1 año (por mil): 18,42
Expectativa de vida (años): 69,91
Tasa de fertilidad (hijos por mujer): 2,36
Tasa de alfabetización: 86,80%
Índice de Desarrollo Humano (IDH-M): 0,755
- IDH-M Salario: 0,668
- IDH-M Longevidad: 0,749
- IDH-M Educación: 0,849

(Fuente: IPEADATA)

### Carreteras
- SP-421

## Religión
El Cristianismo está presente en la ciudad de la siguiente manera:

### Iglesia Católica
La iglesia católica del municipio forma parte de la Diócesis de Assis.

### Iglesia Protestante
En la ciudad están presentes las más diversas creencias evangélicas, principalmente pentecostales, incluidas las Asambleas de Dios de Brasil (la iglesia evangélica más grande del país), Congregación Cristiana, entre otras. Estas denominaciones están creciendo cada vez más en todo Brasil.